# Green Project-Bardiani CSF-Faizanè
Apresentação da equipa na Volta a San Juan de 2017
Bardiani-CSF-Faizanè (código UCI: BCF) é uma equipa ciclista profissional italiana de categoria UCI ProTeam. Participa nas divisões de ciclismo de estrada UCI ProSeries, e os Circuitos Continentais da UCI, correndo assim mesmo naquelas carreiras do circuito UCI World Tour às que é convidado.

## História

### 2004

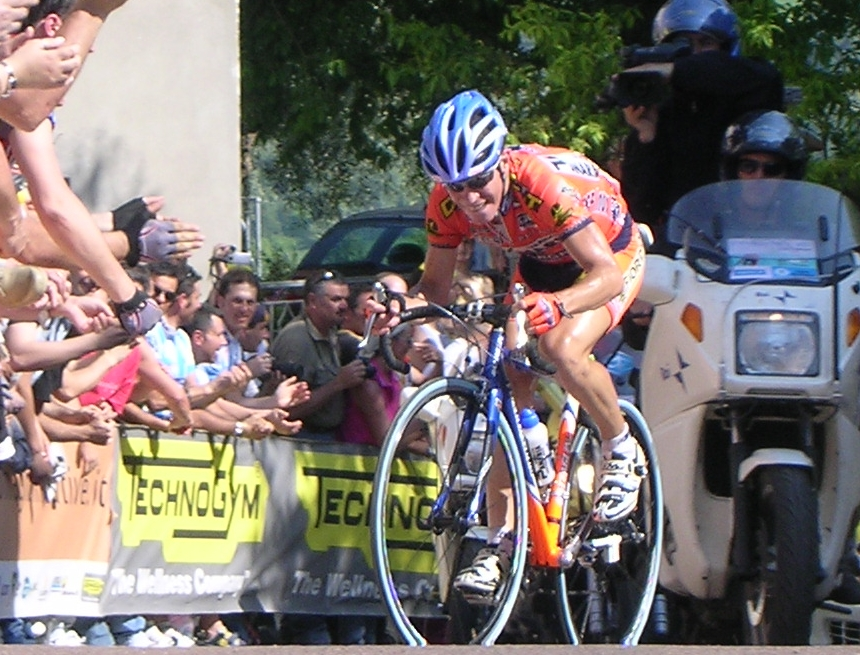
Emanuele Sella, no Giro 2004

Emanuele Sella ganhou uma etapa no Giro d'Italia (na jornada com meta em Cesena), o melhor classificado da equipa no geral final ao terminar 12º. A formação terminou sexta na classificação por equipas.

### 2005

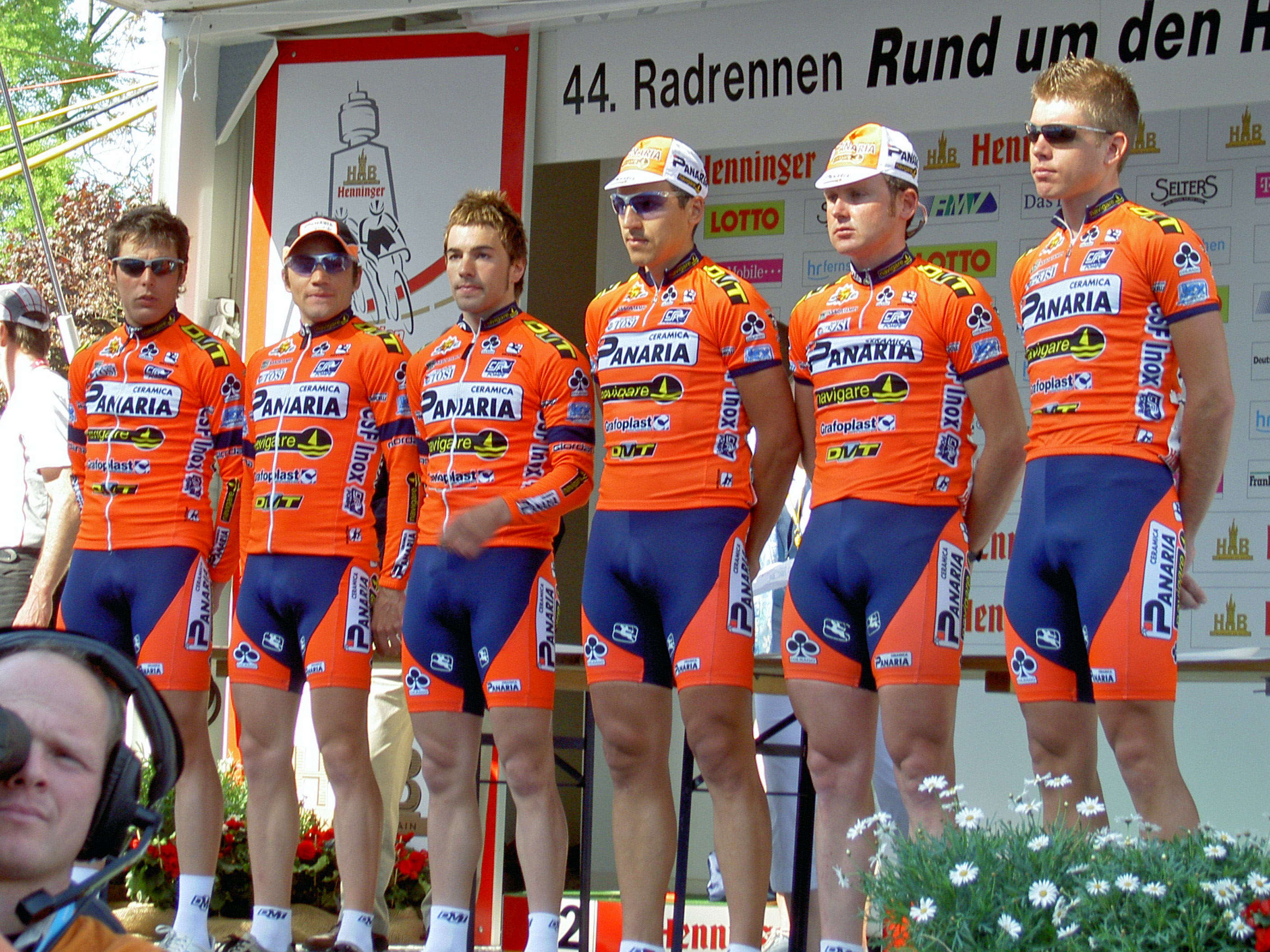
Ceramica Panaria, em 2005

Luca Mazzanti ganhou uma etapa no Giro d'Italia, enquanto Emanuele Sella foi décimo na geral. A formação terminou sétima na classificação por equipas da rodada italiana.

### 2006
No Giro d'Italia de 2006 conseguiu uma vitória de etapa por meio de Luis Felipe Laverde. Conseguiu bons postos em diversas etapas com Emanuele Sella, Maximiliano Richeze e Luca Mazzanti. A equipa recebeu o prêmio ao fair play na rodada italiana.

### 2007

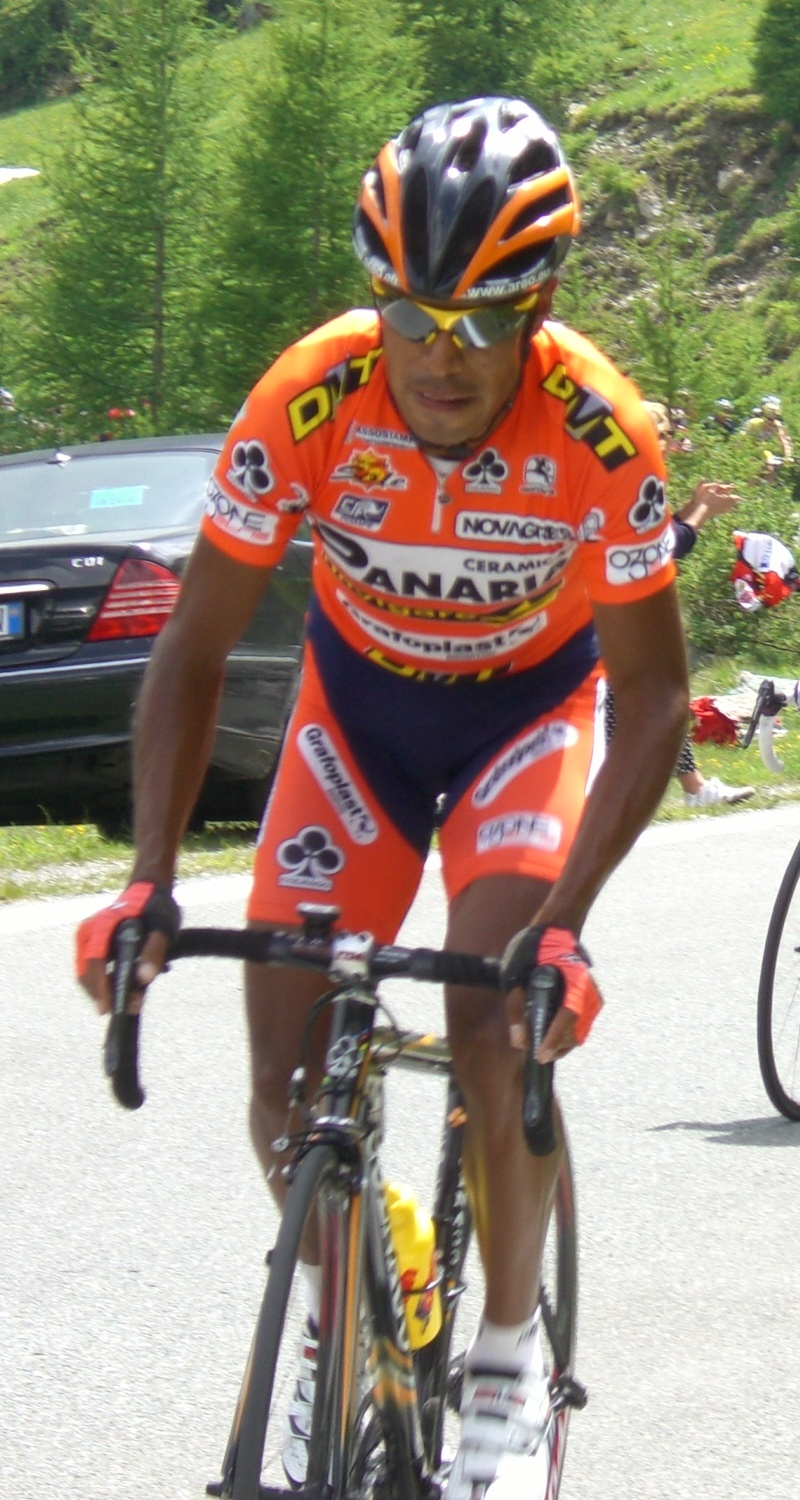
Perez Cuapio, no Giro d'Italia de 2007

No Giro d'Italia de 2007 conseguiu uma vitória de etapa por meio de Luis Felipe Laverde. Conseguiu bons postos em diversos sprints com Maximiliano Richeze. Pouco depois Alessandro Petacchi (quem tinha-se imposto a Richeze em três sprints) foi desclassificado por dopagem, pelo que Richeze foi declarado vencedor de três etapas, elevando a quatro o total de vitórias de etapa da equipa nessa edição da rodada italiana.
Ao final da temporada, o patrocinador principal Cerâmica Panaria decidiu não continuar com o seu patrocínio da equipa, pondo ponto final à época do maillot laranja e calção azul, um equipamento muito parecida à do Euskaltel-Euskadi.

### 2008
Como consequência da mudança de patrocinadores, a equipa passou a se chamar CSF Group-Navigare, com um maillot e calção que combinavam as cores verde e laranja.
No Giro d'Italia de 2008 a esquadra teve um grande rendimento, sobretudo com Emanuele Sella, quem ganhou a classificação da montanha e as três etapas de alta montanha, terminando assim mesmo sexto na geral. Matteo Priamo ganhou uma etapa e Domenico Pozzovivo e Fortunato Baliani foram nono e décimo segundo respectivamente na classificação geral. No meio do Giro, Bruno Reverberi queixou-se dos a seu julgamento excessivos controles antidopagem aos que estavam obrigados a se submeter os ciclistas durante a rodada italiana, o qual lhe valeu algumas críticas já que ao ser uma equipa Continental a sua formação não estava submetida aos constantes controles aos que são submetidos as equipas do UCI ProTour fora de competição.
Num controle antidopagem realizado pouco depois de finalizar o Giro, Sella deu positivo por CERA. Este caso de dopagem na principal estrela da formação provocou sérias dúvidas sobre os sucessos conseguidos nos últimos meses (incluído o Giro), acentuadas quando durante o julgamento ante o CONI o próprio Sella, além de confessar a sua dopagem, assinalou ao seu colega de equipa Matteo Priamo como a pessoa que lhe facilitou as substâncias dopantes. O CONI sancionou a Sella com um ano de suspensão, ao ser-lhe rebaixada a sanção habitual de dois anos pela sua colaboração.
A promotória antidopagem da CONI solicitou uma sanção de quatro anos de suspensão para Priamo, ainda que foi absolvido pelo TNA da CONI ao não concordar as datas das acusações contra ele. A promotória da CONI recorreu dita absolução ante o TAS, que atendeu a petição e decretou uma sanção de quatro anos para Priamo.

### 2009
Em 2009 a equipa esteve integrada no programa de passaporte biológico da UCI, mas não obteve uma Wild Card, pelo que não podia assistir às carreiras ProTour.
Como consequência dos escândalos de dopagem de 2008, a equipa não foi convidada pela empresa organizadora RCS a participar no Giro d'Italia de 2009.

### 2010
Em 2010 a equipa, além de seguir no programa de passaporte biológico, recebeu uma Wild Card, pelo que podia assistir àquelas ProTour às que fora convidado.

## Corredor melhor classificado nas Grandes Voltas
| Ano  | Giro d'Italia                   | Tour de France       | Volta a Espanha        |
| ---- | ------------------------------- | -------------------- | ---------------------- |
| 1982 | 27.º Erminio Rizzi              | -                    | -                      |
| 1983 | 27.º Sven-Åke Nilsson           | -                    | -                      |
| 1984 | 35.º Sven-Åke Nilsson           | -                    | -                      |
| 1985 | 13.º Lucien van Impe            | 27.º Lucien van Impe | -                      |
| 1986 | 15.º Jesper Worre               | -                    | -                      |
| 1987 | 15.º Roberto Conti              | -                    | -                      |
| 1988 | 33.º Roberto Conti              | -                    | -                      |
| 1989 | 12.º Roberto Conti              | -                    | -                      |
| 1990 | 37.º Massimo Podenzana          | -                    | -                      |
| 1991 | 24.º Michele Moro               | -                    | -                      |
| 1992 | 59.º Fabrizio Settembrini       | -                    | -                      |
| 1993 | 53.º Massimo Podenzana          | -                    | 74.º Massimo Podenzana |
| 1994 | 7.º Massimo Podenzana           | -                    | 28.º Massimo Podenzana |
| 1995 | 31.º Giuseppe Guerini           | -                    | -                      |
| 1996 | 39.º Amilcare Tronca            | -                    | 25.º Massimo Apollonio |
| 1997 | 83.º Massimo Apollonio          | -                    | 61.º Amilcare Tronca   |
| 1998 | 24.º Francesco Secchiari        | -                    | -                      |
| 1999 | 6.º Niklas Axelsson             | -                    | -                      |
| 2000 | 38.º Vladimir Duma              | -                    | -                      |
| 2001 | 10.º Giuliano Figueras          | -                    | 29.º Giuliano Figueras |
| 2002 | 19.º Julio Alberto Pérez Cuapio | -                    | -                      |
| 2003 | 20.º Paolo Lanfranchi           | -                    | -                      |
| 2004 | 12.º Emanuele Sella             | -                    | -                      |
| 2005 | 10.º Emanuele Sella             | -                    | -                      |
| 2006 | 20.º Luca Mazzanti              | -                    | -                      |
| 2007 | 11.º Emanuele Sella             | -                    | -                      |
| 2008 | 6.º Emanuele Sella              | -                    | -                      |
| 2009 | -                               | -                    | -                      |
| 2010 | 73.º Simone Stortoni            | -                    | -                      |
| 2011 | 60.º Stefano Pirazzi            | -                    | -                      |
| 2012 | 8.º Domenico Pozzovivo          | -                    | -                      |
| 2013 | 43.º Stefano Pirazzi            | -                    | -                      |
| 2014 | 52.º Enrico Battaglin           | -                    | -                      |
| 2015 | 22.º Stefano Pirazzi            | -                    | -                      |
| 2016 | 18.º Stefano Pirazzi            | -                    | -                      |
| 2017 | 95.º Giulio Ciccone             | -                    | -                      |
| 2018 | 40.º Giulio Ciccone             | -                    | -                      |
| 2019 | 57.º Giovanni Carboni           | -                    | -                      |

## Material ciclista
A equipa utiliza bicicletas MC (marca de Mario Cipollini).

## Sede
A equipa tem a sua sede em Wicklow (Strand Road, Bray Co).

## Classificações UCI
A partir de 1999 e até 2004 a UCI estabeleceu uma classificação por equipas divididas em três categorias (primeira, segunda e terceira). A classificação da equipa foi a seguinte:
| Ano  | Categoria | Classificação por equipas | Melhor corredor            | Posição |
| 1999 | Segunda   | 7º                        | Niklas Axelsson            | 96º     |
| 2000 | Segunda   | 15º                       | Niklas Axelsson            | 156º    |
| 2001 | Segunda   | 13º                       | Giuliano Figueras          | 25º     |
| 2002 | Segunda   | 10º                       | Julio Alberto Pérez Cuapio | 120º    |
| 2003 | Segunda   | 5º                        | Luca Mazzanti              | 108º    |
| 2004 | Segunda   | 4º                        | Luca Mazzanti              | 73º     |

A partir de 2005 a UCI instaurou os Circuitos Continentais da UCI, onde a equipa está desde que se criou dita categoria, registado dentro UCI Europe Tour. Estando nas classificações do UCI Europe Tour Ranking, UCI Asia Tour Ranking e UCI Oceania Tour Ranking. As classificações da equipa e do seu ciclista mais destacado são as seguintes:

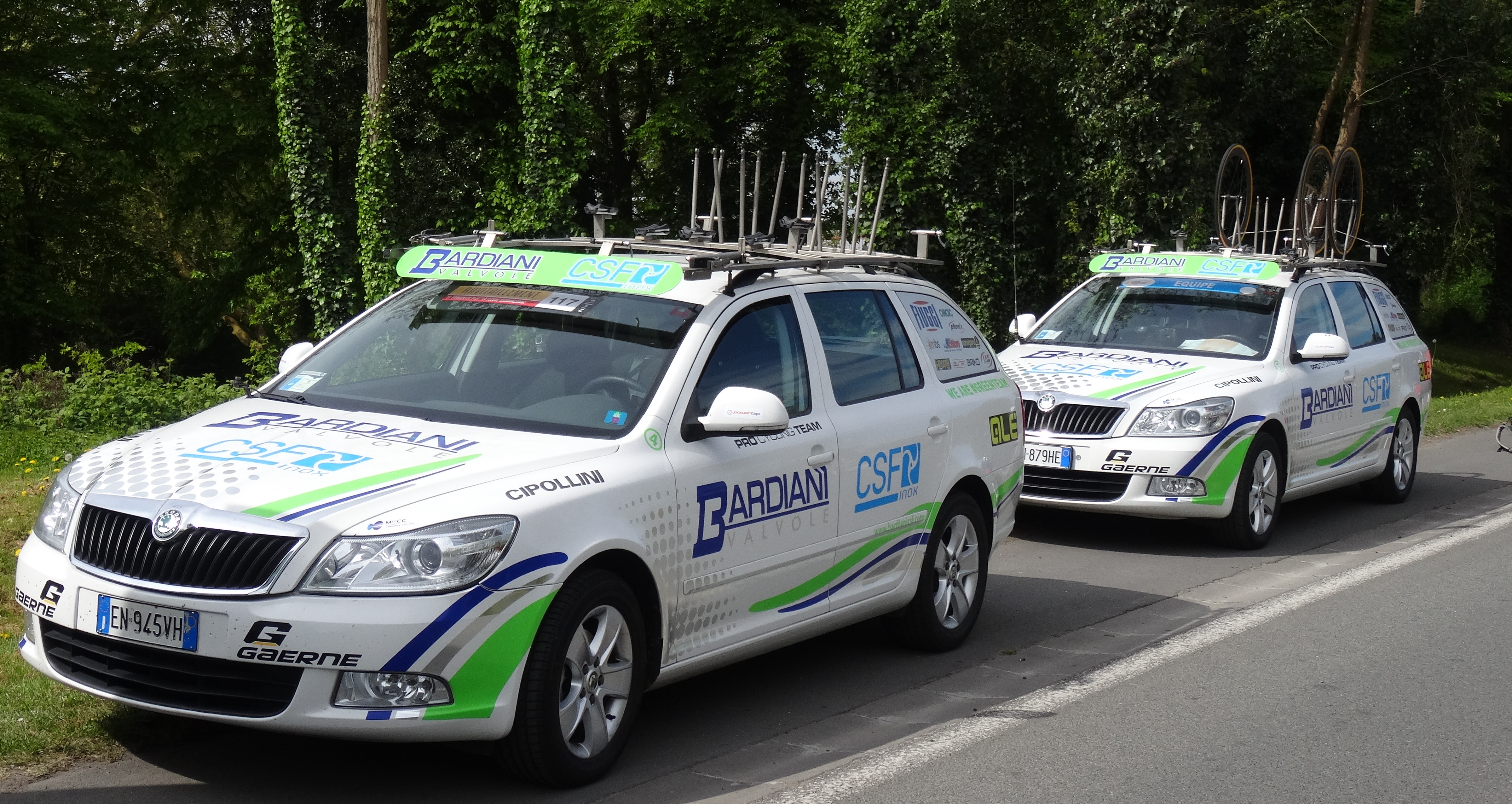
Veículos da equipa

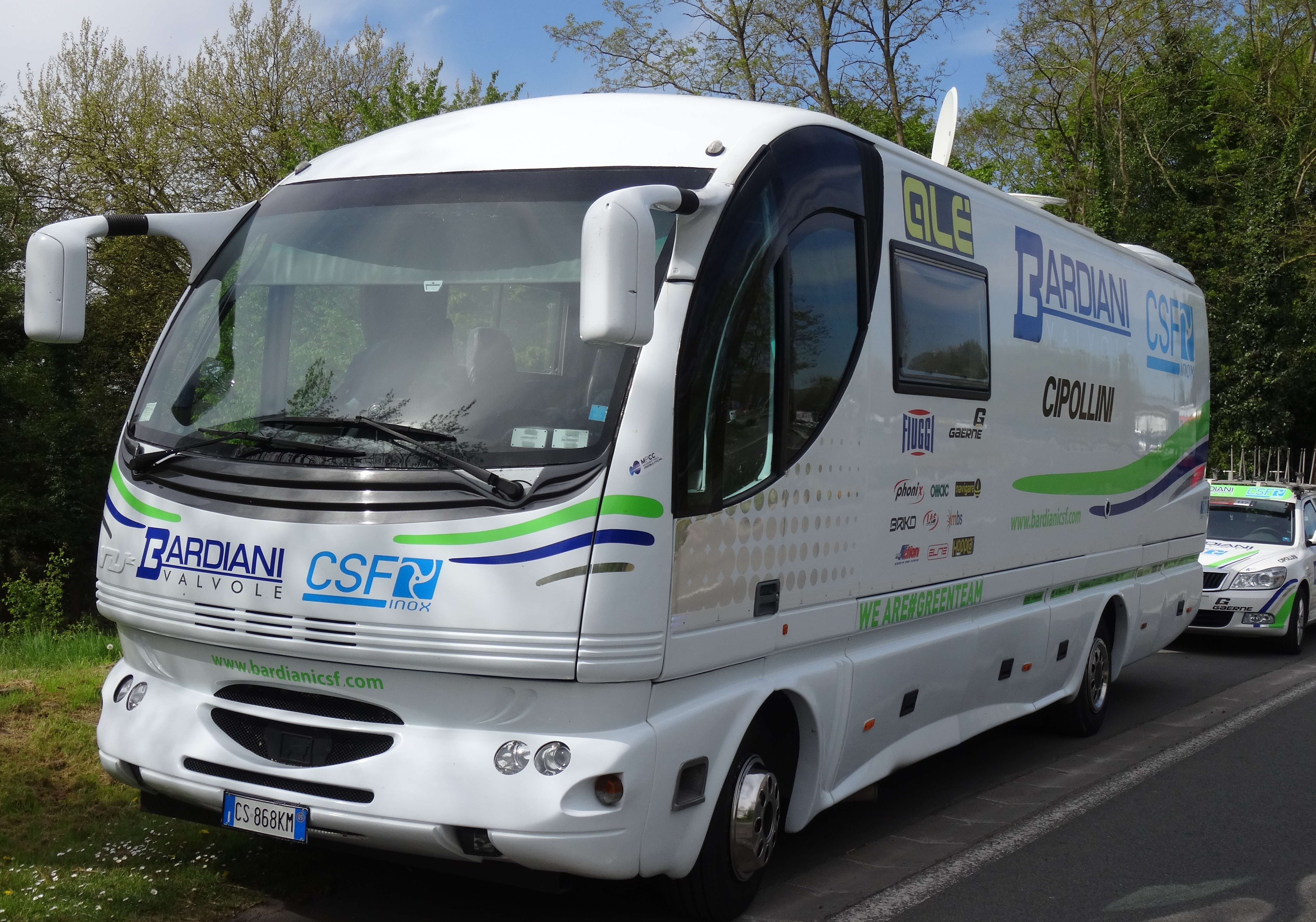
Autocarro da Bardiani CSF

| UCI Europe Tour | Classificação por equipas | Melhor corredor     | Posição |
| 2005            | 1º                        | Luca Mazzanti       | 7º      |
| 2005-2006       | 6º                        | Luca Mazzanti       | 5º      |
| 2006-2007       | 3º                        | Luca Mazzanti       | 2º      |
| 2007-2008       | 15º                       | Maximiliano Richeze | 56º     |
| 2008-2009       | 18º                       | Domenico Pozzovivo  | 37º     |
| 2009-2010       | 7º                        | Domenico Pozzovivo  | 4º      |
| 2010-2011       | 3º                        | Sacha Modolo        | 9º      |
| 2011-2012       | 11º                       | Domenico Pozzovivo  | 8º      |
| 2012-2013       | 12º                       | Sacha Modolo        | 19º     |
| 2013-2014       | 6º                        | Sonny Colbrelli     | 2º      |
| 2015            | 22º                       | Sonny Colbrelli     | 11º     |
| 2016            | 6º                        | Sonny Colbrelli     | 3º      |
| 2017            | 66º                       | Giulio Ciccone      | 318º    |
| 2018            | 26º                       | Giulio Ciccone      | 77º     |
| 2019            | 42º                       | Lorenzo Rota        | 402º    |

| UCI Asia Tour | Classificação por equipas | Melhor corredor     | Posição |
| 2005          | 5º                        | Graeme Brown        | 6º      |
| 2005-2006     | 11º                       | Maximiliano Richeze | 35º     |
| 2006-2007     | 13º                       | Maximiliano Richeze | 16º     |
| 2007-2008     | 23º                       | Mauro Richeze       | 51º     |
| 2008-2009     | 37º                       | Guillermo Bongiorno | 140º    |
| 2010-2011     | 17º                       | Sacha Modolo        | 41º     |
| 2011-2012     | 30º                       | Sonny Colbrelli     | 99º     |
| 2012-2013     | 15º                       | Sacha Modolo        | 12º     |
| 2013-2014     | 47º                       | Sonny Colbrelli     | 133º    |
| 2015          | 49º                       | Luca Chirico        | 126º    |
| 2016          | 60º                       | Luca Chirico        | 185º    |
| 2017          | 52º                       | Enrico Barbin       | 151º    |
| 2018          | 53º                       | Andrea Guardini     | 162º    |

| UCI America Tour | Classificação por equipas | Melhor corredor           | Posição |
| 2005             | 17º                       | Luis Felipe Laverde       | 79º     |
| 2008             | 33º                       | Maximiliano Richeze       | 158º    |
| 2009             | 37º                       | Guillermo Rubén Bongiorno | 281º    |
| 2012             | 47º                       | Sonny Colbrelli           | 393º    |
| 2012-2013        | 26º                       | Sacha Modolo              | 70º     |
| 2015             | 33º                       | Sonny Colbrelli           | 139º    |
| 2017             | 19º                       | Giulio Ciccone            | 28º     |

| UCI Oceania Tour | Classificação por equipas | Melhor corredor | Posição |
| 2005             | 3º                        | Paride Grillo   | 5º      |
| 2005-2006        | 24º                       | Brett Lancaster | 49º     |

Depois de discrepâncias entre a UCI e os organizadores das Grandes Voltas, em 2009 teve-se que refundar o UCI ProTour numa nova estrutura chamada UCI World Ranking, formada por carreiras do UCI World Calendar; e a partir do ano 2011 unindo na denominação comum do UCI World Tour. A equipa seguiu sendo de categoria Profissional Continental mas teve direito a entrar nesse ranking no ano 2010 por aderir-se ao passaporte biológico.
| Ano  | Classificação por equipas | Melhor corredor | Posição |
| 2010 | 25º                       | Sacha Modolo    | 75º     |

## Palmarés
Para anos anteriores, veja-se Palmarés da Bardiani-CSF-Faizanè.

### Palmarés 2020

#### UCI ProSeries
| Datas | Carreiras | Ganhador |

#### Circuitos Continentais da UCI
| Datas | Circuito | Carreiras | Ganhador |

## Plantel
Para anos anteriores, veja-se Elencos da Bardiani-CSF-Faizanè

### Elenco de 2020
| Nome                | Nascimento | Nacionalidade | Equipa 2019                            |
| Vincenzo Albanese   | 12/11/1996 | Itália        | Bardiani-CSF                           |
| Marco Benfatto      | 06/01/1988 | Itália        | Androni Giocattoli-Sidermec            |
| Giovanni Carboni    | 31/08/1995 | Itália        | Bardiani-CSF                           |
| Luca Covili         | 10/02/1997 | Itália        | Bardiani-CSF                           |
| Nicolas Dalla Valle | 13/09/1997 | Itália        | UAE Team Emirates (stagiaire)          |
| Iuri Filosi         | 17/01/1992 | Itália        | Delko Marseille Provence               |
| Filippo Fiorelli    | 19/11/1994 | Itália        | Nippo-Vini Fantini-Faizanè (stagiaire) |
| Giovanni Lonardi    | 09/11/1996 | Itália        | Nippo-Vini Fantini-Faizanè             |
| Mirco Maestri       | 26/10/1991 | Itália        | Bardiani-CSF                           |
| Fabio Mazzucco      | 14/04/1999 | Itália        | Sangemini-trevigiani-mg.kvis           |
| Alessandro Monaco   | 04/02/1998 | Itália        | Neoprofissional                        |
| Umberto Orsini      | 06/12/1994 | Itália        | Bardiani-CSF                           |
| Matteo Pelucchi     | 21/01/1989 | Itália        | Androni Giocattoli-Sidermec            |
| Alessandro Pessot   | 01/07/1995 | Itália        | Bardiani-CSF                           |
| Francesco Romano    | 09/07/1997 | Itália        | Bardiani-CSF                           |
| Daniel Savini       | 26/09/1997 | Itália        | Bardiani-CSF                           |
| Manuel Senni        | 11/03/1992 | Itália        | Bardiani-CSF                           |
| Alessandro Tonelli  | 29/05/1992 | Itália        | Bardiani-CSF                           |
| Filippo Zaccanti    | 12/09/1995 | Itália        | Nippo-Vini Fantini-Faizanè             |
| Filippo Zana        | 18/03/1999 | Itália        | Sangemini-trevigiani-mg.kvis           |